# Guerlédan
Guerlédan (in bretone Gwerledan) è un comune francese di 2 641 abitanti, situato nel dipartimento delle Côtes-d'Armor nella regione della Bretagna.
È stato istituito il 1º gennaio 2017, dalla fusione dei due comuni di Mûr-de-Bretagne e di Saint-Guen.

## Società

### Evoluzione demografica
Abitanti censiti